# Auguste Tessier
Auguste Tessier, né le 20 novembre 1853 et mort le 10 février 1938 à Québec, est un homme politique canadien. Il a été élu député libéral de Rimouski en 1889, siège où il sera réélu à six reprises jusqu'à sa démission en 1907.

## Biographie

### Famille
Il est le fils d'Ulric-Joseph Tessier, juge, député réformiste de Portneuf (1851-1854) et sénateur de la division du Golfe (1867-1873) et le frère de Jules Tessier, député libéral de Portneuf de (1886-1903) puis sénateur de la division de La Durantaye (1903-1934). Il a également une sœur, Marie-Anne-Adèle Tessier, qui épousa Alexandre Chauveau, député de Rimouski. Cela le lie avec Pierre-Joseph-Olivier Chauveau, avocat, député conservateur, 1er Premier ministre du Québec (1867-1873) et Président du Sénat du Canada de février 1873 à janvier 1874.
Il épouse Corinne Gauvreau, fille d'un notaire de Rimouski, en août 1878 avec qui il a deux fils : Émile et Auguste-Maurice. Ce dernier fut lui aussi député libéral de Rimouski (1912-1922) tout comme son petit-fils Maurice Tessier (1966-1973), qui fut également maire de Rimouski de 1961 à 1969 et plusieurs fois ministre. Enfin, Auguste Tessier est l'arrière-grand-père de Louise Beaudoin, députée péquiste de Chambly (1994-2003) puis de Rosemont (2008-2012) et ministre à de nombreuses reprises.

### Carrière
Après un passage au Séminaire de Québec puis au Collège Sainte-Marie de Montréal, il poursuit des études de droit à l'Université Laval à Québec et est admis au Barreau de la province de Québec en juillet 1876. En mai 1899 il est créé conseil en loi de la Reine. Il exerce ensuite son métier à Rimouski avec ses deux fils.
Il entame une carrière politique en mars 1880 en devenant maire de la paroisse de Rimouski (1880-1889), puis préfet du comté de Rimouski (mars 1885-13 mars 1889) et enfin maire de la ville de Rimouski en 1889, poste qu'il occupera dix ans. La même année, il se présente dans Rimouski pour le Parti libéral à l'occasion d'une partielle et défait Louis-Napoléon Asselin, ancien député conservateur qui tentait de reprendre son siège pour la deuxième fois. Il sera réélu à six reprises et par deux fois sans adversaire, par simple acclamation.
Il occupe le poste de Ministre de l'Agriculture dans le Gouvernement Lomer Gouin du 23 mars 1905 au 1er septembre 1906, puis Trésorier du 31 août 1906 au 17 octobre 1907.
Il est nommé juge à la Cour supérieure du district de Rimouski le 11 octobre 1907 et démissionne de son poste de député quatre jours plus tard, le district de Gaspé sera rajouté à sa compétence un mois plus tard. Il prend sa retraite en 1922 et devient président de la Société d'agriculture du comté de Rimouski.
Il meurt à Québec le 10 février 1938 à l'âge de 84 ans et 2 mois et est inhumé dans le cimetière Notre-Dame-de-Belmont à Sainte-Foy.

## Résultats électoraux
|       | Nom                       | Parti   | Nombre de voix    | %                 | Maj.              |
| ----- | ------------------------- | ------- | ----------------- | ----------------- | ----------------- |
|       | Auguste Tessier (sortant) | Libéral | (sans opposition) | (sans opposition) | (sans opposition) |
| Total | Total                     | Total   | -                 | -                 |                   |

|                                                                                              | Nom                       | Parti        | Nombre de voix | %      | Maj. |
| -------------------------------------------------------------------------------------------- | ------------------------- | ------------ | -------------- | ------ | ---- |
|                                                                                              | Auguste Tessier (sortant) | Libéral      | 1 418          | 69,2 % | 788  |
|                                                                                              | Liguori Desjardins        | Conservateur | 630            | 30,8 % | -    |
| Total                                                                                        | Total                     | Total        | 2 048          | 100 %  |      |
| Le taux de participation lors de l'élection était de 63,1 % et 10 bulletins ont été rejetés. |                           |              |                |        |      |

|       | Nom                       | Parti   | Nombre de voix    | %                 | Maj.              |
| ----- | ------------------------- | ------- | ----------------- | ----------------- | ----------------- |
|       | Auguste Tessier (sortant) | Libéral | (sans opposition) | (sans opposition) | (sans opposition) |
| Total | Total                     | Total   | -                 | -                 |                   |

|                                                                                              | Nom                       | Parti        | Nombre de voix | %      | Maj. |
| -------------------------------------------------------------------------------------------- | ------------------------- | ------------ | -------------- | ------ | ---- |
|                                                                                              | Auguste Tessier (sortant) | Libéral      | 1 202          | 55,6 % | 241  |
|                                                                                              | Rodolphe-Alfred Drapeau   | Conservateur | 961            | 44,4 % | -    |
| Total                                                                                        | Total                     | Total        | 2 163          | 100 %  |      |
| Le taux de participation lors de l'élection était de 81,1 % et 37 bulletins ont été rejetés. |                           |              |                |        |      |

|                                                                                              | Nom                       | Parti        | Nombre de voix | %      | Maj. |
| -------------------------------------------------------------------------------------------- | ------------------------- | ------------ | -------------- | ------ | ---- |
|                                                                                              | Auguste Tessier (sortant) | Libéral      | 964            | 51,4 % | 53   |
|                                                                                              | Louis Taché               | Conservateur | 911            | 48,6 % | -    |
| Total                                                                                        | Total                     | Total        | 1 875          | 100 %  |      |
| Le taux de participation lors de l'élection était de 71,4 % et 11 bulletins ont été rejetés. |                           |              |                |        |      |

|                                                                                              | Nom                       | Parti        | Nombre de voix | %      | Maj. |
| -------------------------------------------------------------------------------------------- | ------------------------- | ------------ | -------------- | ------ | ---- |
|                                                                                              | Auguste Tessier (sortant) | Libéral      | 1 096          | 62,2 % | 430  |
|                                                                                              | Louis-Napoléon Côté       | Conservateur | 666            | 37,8 % | -    |
| Total                                                                                        | Total                     | Total        | 1 762          | 100 %  |      |
| Le taux de participation lors de l'élection était de 66,1 % et 15 bulletins ont été rejetés. |                           |              |                |        |      |

|                                                                                              | Nom                    | Parti        | Nombre de voix | %      | Maj. |
| -------------------------------------------------------------------------------------------- | ---------------------- | ------------ | -------------- | ------ | ---- |
|                                                                                              | Auguste Tessier        | Libéral      | 1 786          | 52,4 % | 166  |
|                                                                                              | Louis-Napoléon Asselin | Conservateur | 1 620          | 47,6 % | -    |
| Total                                                                                        | Total                  | Total        | 3 406          | 100 %  |      |
| Le taux de participation lors de l'élection était de 68,3 % et 47 bulletins ont été rejetés. |                        |              |                |        |      |

## Distinctions
- Commandeur d'office de l'Ordre national du mérite agricole (1905)

## Source
- Fiche parlementaire sur le site de l'Assemblée nationale.